# Waksman

Herb

Waksman (Waxman, Zbroyny Mąż) – polski herb szlachecki z nobilitacji.

## Opis herbu
Opis z wykorzystaniem klasycznych zasad blazonowania:
W polu złotym, za murem czerwonym z trzema basztami i oknami do dział, mąż zbrojny z brodą, z mieczem w ręku. Klejnot: mąż zbrojny, jak w godle. Labry: czerwone, podbite złotem.

## Najwcześniejsze wzmianki
Nadany 15 kwietnia 1589 Janowi Waxmanowi z Krakowa, przez Zygmunta III.

## Herbowni
Tadeusz Gajl wymienia następujące rody herbownych uprawnionych do posługiwania się tym herbem:
Grycewicz (Hrycewicz), Szostkiewicz, Waksman (Waxman),